# 独秀峰摩崖石刻
独秀峰摩崖石刻，位于中国广西壮族自治区桂林市秀峰区靖江王府内独秀峰。1994年7月8日公布为第四批广西壮族自治区文物保护单位。2001年6月25日作为“桂林石刻”之一公布为第五批全国重点文物保护单位。